# Kornis Gáspár (főkapitány)
Göncz-ruszkai báró Kornis Gáspár (1641 – Kolozsvár, 1683. június 7.) marosszéki főkapitány, a barokk kori önéletrajzi irodalom egyik előfutára.

## Élete
Kornis Ferenc naplóíró, kolozsvármegyei főispán és Wesselényi Kata fia. Kemény János főbejárójaként részt vett a nagyszőllősi csatában, ezért 1662-ben nótáztatták (törvény elé rendelték), de 1663-ban fölmentették, és Apafi bizalmát is ki tudta érdemelni.
1660-ban édesapjával együtt az olaszországi Loretóba zarándokolt el.
1673-ban Marosszék főkapitánya lett. Befolyásos és tehetséges államférfi volt, emellett családjának hanyatló fényét is vissza tudta szerezni. Bátyja, Zsigmond utódok nélkül halt meg, és minden vagyonát ráhagyta; ő maga a családja által elzálogosított javakból kiváltotta Váralyát, Pákost és Gyekét. Apafitól is visszakapott pár olyan birtokot, amit Rákóczi vett el. Ruszkán a család utolsó még fennlévő birtokrészét eladta Csáky István grófnak.
Miután Cserei Mihály szerint Teleki Mihály leghatározottabb ellensége volt, ezért azt hitték, hogy mérgezés következtében halt meg. Tofeus, a fejedelem udvari papja mondta: „Ez az egy ember volt, a ki megmerte egyszer-egyszer mondani az igazságot, azt is eltették láb alól.”

## Művei
Följegyzéseket írt 1678-tól 1683. április 12-éig szentbenedeki házában, melyeket Mike Sándor egyvelegeiből közölt Szilágyi Sándor az Uj Magyar Múzeum 1860. II. fele 333-351. l. (Ezen följegyzések nemcsak családja történetére és saját igyekezetére vetnek világot; de kiváló fontosságot kölcsönöz nekik az a körülmény is, hogy az események leírását egy katolikus államférfi kommentálja jegyzeteivel. Benne nemcsak a kutató talál új adatokat, hanem a kritikai feldolgozó is új szempontokat, melyeket annyi protestáns emlékíró mellett figyelemre kell méltatni.)
- Haldokló Erdély. 1662–1703. Cserei Mihály, Rozsnyai Dávid, Bethlen Miklós, Kornis Gáspár, Inczédi Pál és Misztótfalusi Kis Miklós írásaiból; bev. Makkai Sándor; Franklin, Bp., 1942 (Erdély öröksége)

## Lásd még
- A barokk kor magyar irodalma